# Acoma quadrilaminata
Acoma quadrilaminata är en skalbaggsart som beskrevs av Robert Warner 2011. Acoma quadrilaminata ingår i släktet Acoma och familjen Pleocomidae. Inga underarter finns listade i Catalogue of Life.